# Michelin Le Mans Cup 2016
Navigation
Édition suivante
Le Michelin GT3 Le Mans Cup 2016 est la saison inaugurale du Michelin GT3 Le Mans Cup. Elle a débuté le 14 mai à l'Autodromo Enzo e Dino Ferrari et c'est terminer le 23 octobre à l'Autodromo do Estoril.

## Calendrier
Le calendrier 2016 :
| N° | Date         | Course            | Circuit                       | Lieu          | Pays     |
| -- | ------------ | ----------------- | ----------------------------- | ------------- | -------- |
| 1  | 14 mai       | Imola             | Autodromo Enzo e Dino Ferrari | Imola         | Italie   |
| 2  | 18 juin      | Road to Le Mans   | Circuit des 24 Heures         | Le Mans       | France   |
| 3  | 16 juillet   | Red Bull Ring     | Circuit de Spielberg          | Spielberg     | Autriche |
| 4  | 27 août      | Le Castellet      | Circuit Paul-Ricard           | Le Castellet  | France   |
| 5  | 24 septembre | Spa-Francorchamps | Circuit de Spa-Francorchamps  | Francorchamps | Belgique |
| 6  | 22 octobre   | Estoril           | Autodromo do Estoril          | Estoril       | Portugal |

## Engagés
| 5  |  | FFF Racing Team by ACM  | Lamborghini Huracán GT3      | M | Fu Songyang (1) Marco Attard (2) Marco Melandri (3)        | Andrea Caldarelli (1,3) Matthew Bell (2)                         | 1,2,3     |
| 7  |  | BMS Scuderia Italia     | Ferrari 458 Italia GT3       | M | Luigi Lucchini (1,4,6)                                     | Matteo Cressoni (1,4,6)                                          | 1,4,6     |
| 8  |  | Scuderia Villorba Corse | Ferrari 458 Italia GT3       | M | Cédric Mezard (toutes)                                     | Steeve Hiesse (toutes)                                           | toutes    |
| 14 |  | AF Corse                | Ferrari 458 Italia GT3       | M | Pierre-Marie De Leener (toutes)                            | Rui Águas (1) Adrien De Leener (2,3,4,5,6)                       | toutes    |
| 17 |  | Duqueine Engineering    | Ferrari 458 Italia GT3       | M | Christophe Hamon (2)                                       | Lonni Martins (2)                                                | 2         |
| 19 |  | Tockwith Motorsports    | Audi R8 LMS                  | M | Phillip Hanson (1,2,3)                                     | Nigel Moore (1,2,3)                                              | 1,2,3     |
| 22 |  | TF Sport                | Aston Martin V12 Vantage GT3 | M | Andrew Jarman (2)                                          | Devon Modell (2)                                                 | 2         |
| 25 |  | FF Corse                | Ferrari 488 GT3              | M | Ivor Dunbar (toutes)                                       | Johnny Mowlem (toutes)                                           | toutes    |
| 26 |  | Classic & Modern Racing | Ferrari 458 Italia GT3       | M | Nicolas Misslin (1,2,3) Soheil Ayari (4) Eric Cayrolle (5) | Matthieu Vaxivière (1,2,3) Nicolas Tardif (4) Arno Santamato (5) | 1,2,3,4,5 |
| 28 |  | Delahaye Racing Team    | Porsche 911 GT3 R (997)      | M | Pierre-Etienne Border (2)                                  | Alexandre Viron (2)                                              | 2         |
| 34 |  | TF Sport                | Aston Martin V12 Vantage GT3 | M | Salih Yoluc (toutes)                                       | Euan Hankey (toutes)                                             | toutes    |
| 37 |  | IDEC Sport Racing       | Mercedes-AMG GT3             | M | Patrice Lafargue (2)                                       | Paul Lafargue (2)                                                | 2         |
| 44 |  | DKR Engineering         | BMW Z4 GT3                   | M | Jan Storm (2)                                              | Niels Bouwhuis (2)                                               | 2         |
| 50 |  | Larbre Compétition      | Mercedes-Benz SLS AMG GT3    | M | Christian Philipponi (2)                                   | Franck Labescat (2)                                              | 2         |
| 51 |  | AF Corse                | Ferrari 488 GT3              | M | Thomas Flohr (toutes)                                      | Francesco Castellacci (toutes)                                   | toutes    |
| 55 |  | FFF Racing Team by ACM  | McLaren 650S GT3             | M | Hiroshi Hamaguchi (toutes)                                 | Adrian Quaife-Hobbs (toutes)                                     | toutes    |
| 57 |  | AF Corse                | Ferrari 488 GT3              | M | Aleksey Basov (en) (2)                                     | Viktor Shaytar (2)                                               | 2         |
| 66 |  | Barwell Motorport       | Lamborghini Huracán GT3      | M | Joe Twyman (2) Mark Poole (4,5)                            | James Cottingham (2) Richard Abra (4,5)                          | 2,4,5     |
| 71 |  | AF Corse                | Ferrari 458 Italia GT3       | M | Felipe Barreiros (toutes)                                  | Mads Rasmussen (toutes)                                          | toutes    |
| 72 |  | SMP Racing              | Ferrari 488 GT3              | M | Aleksey Basov (en) (3,4,5,6)                               | Viktor Shaytar (3,4,5,6)                                         | 3,4,5,6   |
| 75 |  | Optimum Motorsport      | Audi R8 LMS                  | M | Flick Haigh (4)                                            | Joe Osborne (4)                                                  | 4         |
| 88 |  | Mentos Racing           | Porsche 911 GT3 R            | M | Egidio Perfetti (toutes)                                   | Klaus Bachler (1,2,3,5,6) Ben Barker (4)                         | toutes    |
| 90 |  | Autoclub Excelsior      | Aston Martin V12 Vantage GT3 | M | Tim Verbergt (5)                                           | Michael Schmetz (5)                                              | 5         |

## Résultats
| N° | Course            | Équipe victorieuse GT3 | Pilotes victorieux GT3            | Résultats |
| -- | ----------------- | ---------------------- | --------------------------------- | --------- |
| 1  | Imola             | TF Sport               | Salih Yoluc Euan Hankey           | résultats |
| 2  | Road to Le Mans   | AF Corse               | Aleksey Basov (en) Viktor Shaytar | résultats |
| 3  | Red Bull Ring     | SMP Racing             | Aleksey Basov (en) Viktor Shaytar | résultats |
| 4  | Le Castellet      | SMP Racing             | Aleksey Basov (en) Viktor Shaytar | résultats |
| 5  | Spa-Francorchamps | SMP Racing             | Aleksey Basov (en) Viktor Shaytar | résultats |
| 6  | Estoril           | TF Sport               | Salih Yoluc Euan Hankey           | résultats |

## Classement

### Attribution des points
| Système des points | Système des points | Système des points | Système des points | Système des points | Système des points | Système des points | Système des points | Système des points | Système des points | Système des points | Système des points | Système des points |
| Position           | 1er                | 2e                 | 3e                 | 4e                 | 5e                 | 6e                 | 7e                 | 8e                 | 9e                 | 10e                | Au-delà            | Pole position      |
| ------------------ | ------------------ | ------------------ | ------------------ | ------------------ | ------------------ | ------------------ | ------------------ | ------------------ | ------------------ | ------------------ | ------------------ | ------------------ |
| Points             | 25                 | 18                 | 15                 | 12                 | 10                 | 8                  | 6                  | 4                  | 2                  | 1                  | 0.5                | 1                  |

### Légende des tableaux de classements
| DNF          | La voiture n'a pas terminée la course.                                                |
| DNS          | La voiture n'a pas pu prendre le départ.                                              |
| DNC          | La voiture n'a pas été classée car elle a parcouru moins de 70 % des tours du leader. |
| DSQ          | La voiture a été disqualifiée par l'organisation.                                     |
| Casse vierge | La voiture ou le pilote n'était pas inscrit à la course.                              |

La voiture en pole position de chaque catégorie à son résultat en gras.

### Championnat des équipes

#### GT3
| Pos. | Voiture | Équipe                    | IMO | RTLM | RBR | CAS | SPA | EST | Total points |
| ---- | ------- | ------------------------- | --- | ---- | --- | --- | --- | --- | ------------ |
| 1    | 34      | TF Sport                  | 1   | 4    | 3   | 3   | 3   | 1   | 107          |
| 2    | 72      | SMP Racing                |     |      | 1   | 1   | 1   | 2   | 96           |
| 3    | 88      | Mentos Racing             | DNF | 3    | 2   | 2   | 2   | 3   | 86           |
| 4    | 55      | FFF Racing Team by ACM    | 2   | 2    | DNS | DNF | 5   | DNF | 46           |
| 5    | 8       | Scuderia Villorba Corse   | 7   | 11   | DNS | 5   | 6   | 5   | 35           |
| 6    | 51      | AF Corse                  | 4   | 5    | 4   | DNF | DNF | DNF | 34           |
| 7    | 26      | Classic and Modern Racing | 3   | 13   | DNF | 8   | 4   |     | 31,5         |
| 8    | 57      | AF Corse                  |     | 1    |     |     |     |     | 25           |
| 9    | 71      | AF Corse                  | 8   | 9    | DNS | 7   | 8   | 6   | 22,5         |
| 10   | 7       | BMS Scuderia Italia       | 6   |      |     | 11  |     | 4   | 22           |
| 11   | 19      | Tockwith Motorsports      | 5   | 18   | 5   |     |     |     | 20,5         |
| 12   | 25      | FF Corse                  | 9   | 14   | 6   | 10  | 7   | DSQ | 17           |
| 13   | 14      | AF Corse                  |     | 19   | 7   | 9   | 9   | 7   | 16,5         |
| 14   | 75      | Optimum Motorsport        |     |      |     | 4   |     |     | 12           |
| 14   | 66      | Barwell Motorsport        |     | 8    |     | 6   | DNF |     | 12           |
| 15   | 22      | TF Sport                  |     | 6    |     |     |     |     | 8            |
| 16   | 17      | Duqueine Engineering      |     | 7    |     |     |     |     | 6            |
| 17   | 37      | Idec Sport Racing         |     | 10   |     |     |     |     | 2            |
| 18   | 28      | Delahaye Racing Team      |     | 17   |     |     |     |     | 0,5          |
| 18   | 44      | DKR Engineering           |     | 16   |     |     |     |     | 0,5          |
| 18   | 5       | FFF Racing Team by ACM    |     | 12   |     |     |     |     | 0,5          |
| 18   | 50      | Team Larbre Competition   |     | 15   |     |     |     |     | 0,5          |
| 19   | 90      | Autoclub Excelsior        |     |      |     |     | DNF |     | 0            |

### Championnat des pilotes
Seuls les 10 premieres places sont affichées ici (18 pilotes), au total 55 pilotes ont été classés.

#### GT3
| Pos. | Pilote                | Équipe                      | IMO | RTLM | RBR | CAS | SPA | EST | Total points |
| ---- | --------------------- | --------------------------- | --- | ---- | --- | --- | --- | --- | ------------ |
| 1    | Aleksey Basov         | AF Corse n°57 SMP Racing    |     | 1    | 1   | 1   | 1   | 2   | 121          |
| 1    | Viktor Shaytar        | AF Corse n°57 SMP Racing    |     | 1    | 1   | 1   | 1   | 2   | 121          |
| 2    | Euan Hankey           | TF Sport n°34               | 1   | 4    | 3   | 3   | 3   | 1   | 107          |
| 2    | Salih Yoluc           | TF Sport n°34               | 1   | 4    | 3   | 3   | 3   | 1   | 107          |
| 3    | Egidio Perfetti       | Mentos Racing               | DNF | 3    | 2   | 2   | 2   | 3   | 86           |
| 4    | Klaus Bachler         | Mentos Racing               | DNF | 3    | 2   |     | 2   | 3   | 68           |
| 5    | Adrian Quaife-Hobbs   | FFF Racing Team by ACM n°55 | 2   | 2    | DNS | DNF | 5   | DNF | 46           |
| 5    | Hiroshi Hamaguchi     | FFF Racing Team by ACM n°55 | 2   | 2    | DNS | DNF | 5   | DNF | 46           |
| 6    | Cédric Mezard         | Scuderia Villorba Corse     | 7   | 11   | DNS | 5   | 6   | 5   | 35           |
| 6    | Steeve Hiesse         | Scuderia Villorba Corse     | 7   | 11   | DNS | 5   | 6   | 5   | 35           |
| 7    | Francesco Castellacci | AF Corse n°51               | 4   | 5    | 4   | DNF | DNF | DNF | 34           |
| 7    | Thomas Flohr          | AF Corse n°51               | 4   | 5    | 4   | DNF | DNF | DNF | 34           |
| 8    | Felipe Barreiros      | AF Corse n°71               | 8   | 9    | DNS | 7   | 8   | 6   | 22,5         |
| 8    | Mads Rasmussen        | AF Corse n°71               | 8   | 9    | DNS | 7   | 8   | 6   | 22,5         |
| 9    | Luigi Lucchini        | BMS Scuderia Italia         | 6   |      |     | 11  |     | 4   | 22           |
| 9    | Matteo Cressoni       | BMS Scuderia Italia         | 6   |      |     | 11  |     | 4   | 22           |
| 10   | Nigel Moore           | Tockwith Motorsports        | 5   | 18   | 5   |     |     |     | 20,5         |
| 10   | Phil Hanson           | Tockwith Motorsports        | 5   | 18   | 5   |     |     |     | 20,5         |